# Epiechinus costipennis
Epiechinus costipennis är en skalbaggsart som först beskrevs av Fahraeus in Boheman 1851.  Epiechinus costipennis ingår i släktet Epiechinus och familjen stumpbaggar. Inga underarter finns listade i Catalogue of Life.